# Walter Browne
Walter Shawn Browne (Sídney, Australia, 10 de enero de 1949 - Las Vegas, Estados Unidos, 24 de junio de 2015) fue un Gran Maestro estadounidense de ajedrez que ganó seis veces el Campeonato de ajedrez de Estados Unidos. En la lista de enero de 2008 de la FIDE tenía un ELO de 2444.

## Primeros años
Hijo de padre estadounidense y madre australiana, su familia se mudó a la zona de Nueva York cuando Browne tenía tres años. En 1973 se trasladó a California. Fue el jugador más dominante de Estados Unidos en la inmediata era después de Bobby Fischer. Sus éxitos son muy considerables.
Ganó el campeonato juvenil de Estados Unidos en 1966. Consiguió el título de Maestro Internacional en 1969 empatando por la primera plaza con Renato Naranja en el torneo zonal asiático en Singapur, donde Browne representó a su nativa Australia. Este resultado le dio una invitación a un torneo internacional de grandes maestros en San Juan (Puerto Rico). Allí ganó el título de Gran Maestro Internacional empatando por las plazas 2-4, con Bruno Parma y Arthur Bisguier, por detrás del campeón del mundo reinante Boris Spassky.

## Seis veces campeón de Estados Unidos
Walter Browne ganó seis veces el Campeonato de ajedrez de Estados Unidos. Sus victorias fueron en Chicago (1974) con 9.5/13, Oberlin (1975) con 8.5/13, Mentor (1977) con 9/13, Greenville (1980) con 7.5/12, South Bend (1981) con 9/14 y (1983) con 9/13. Sus seis títulos sólo han sido superados por Bobby Fischer y Samuel Reshevsky. Sin embargo, jugó muy por debajo de su fuerza en los tres interzonales donde representó a Estados Unidos y nunca estuvo cerca de clasificarse para el Ciclo de candidatos de la FIDE. En el Interzonal de Manila de 1976 hizo sólo 8.5/19 ocupando la 15.ª plaza. En el de Las Palmas de 1982 fue el último de 14 participantes con sólo 3/13. Por último, en el de Taxco de 1985, puntuó 6.5/15 empatando por las plazas 9.ª-13.ª.
Generalmente tuvo buenas actuaciones en las Olimpíadas de ajedrez en sus seis apariciones. Representó a dos veces Australia y cuatro a Estados Unidos, ganando un total de cinco medallas, todas de broce. Puntuó 55.5/86 (+40 =31 -15), con un 64.5%. Sus resultados detallados son:
- Siegen (1970), Tablero 1 de Australia, 14/19 (+10 =8 -1);
- Skopie (1972), Tablero 1 de Australia, 17.5/22 (+15 =5 -2), medalla de bronce individual
- Niza (1974), Tablero 3 de EUA, 10.5/17 (+7 =7 -3), medalla de bronce por equipos
- Buenos Aires (1978), Tablero 2 de EUA, 4.5/9 (+3 =3 -3), medalla de bronce por equipos
- Lucerna (1982), Tablero 1 de EUA, 5.5/10 (+4 =3 -3), medalla de bronce por equipos
- Tesalónica (1984), Tablero 4 de EUA, 3.5/9 (+1 =5 -3), medalla de bronce por equipos

## Dominación en casa
Browne tuvo una presencia dominante en el ajedrez estadounidense en los años 1970 y 1980. Junto a sus excelentes resultados en el campeonato de Estados Unidos, también ganó el National Open once veces, el American Open siete, el World Open tres y el abierto de EE. UU. dos veces (1971 y 1972). Particularmente digna de mencionar fue su victoria a tres bandas en el American Open de 1976 cuando empató con John E. Pike, un bioquímico de Kalamazoo (Míchigan) que, sabiendo que el Open estaba siendo celebrado en el mismo hotel donde él impartía un simposio sobre prostaglandinas, entró en el campeonato por capricho.
Disfrutó de muchos éxitos internacionales desde principios de los años 1970 hasta mediados de los 80. Sus primeros torneos internacionales son Venecia (1971), Wijk aan Zee (1974), Winnipeg (1974) (Campeonato Panamericano, Lone Pine (1974), Mannheim (1975), Reikiavik (1978), Wijk aan Zee (1980), Chile (1981), Indonesia (1982) (un round-robin de 26 jugadores), el Open de Nueva York (1983), Gjovik (1983) y Naestved (1985).
Sin embargo, tras dominar el campeonato de Estados Unidos durante una década, Browne no pudo alcanzar el mismo nivel después de 1983. En los siguientes campeonatos, puntuó sólo 7.5/17 (1984), 6.5/13 (1985), 6/15 (1986), 6/13 (1987) y 6/15 (1989). En 1991 ganó el Campeonato de Canadá Abierto de ajedrez.
En los últimos tiempos, ganó el Campeonato Abierto Senior de Estados Unidos en junio de 2005; y ha triunfado en más torneos suizos que cualquier otro jugador estadounidense. Fue incluido en el Salón de la Fama del ajedrez de Estados Unidos en 2003.

## Estilo
Walter Browne tiende a gastar mucho tiempo en la apertura y en las primeras jugadas del medio juego, y consecuentemente a menudo termina teniendo apuros de tiempo. Esto le lleva a cometer errores, incluso aunque juega razonablemente bien en apuros de tiempo y el buen juego durante esta fase puede inquietar a sus oponentes. Como jugador de clase mundial de ajedrez rápido, en 1988 formó la World Blitz Chess Association, que recientemente ha tenido problemas económicos.
Browne ha sido un jugador de póker profesional desde 1966. Juega varias veces a la semana en el Oaks Club en Emeryville (California) y en junio de 2007 ganó 189.960 dólares en la Serie Mundial de Póquer.

## Partidas de ajedrez notables
Esta es una de las mejores partidas de Browne, una brillante victoria contra el Maestro Internacional Bernard Zuckerman:
Browne-Zuckerman, Nueva York (1973): 1.d4 d5 2.c4 e6 3.Cc3 Ae7 4.Cf3 Cf6 5.Ag5 O-O 6.e3 Cbd7 7.Ad3 dxc4 8.Axc4 c5 9.O-O a6 10.a4 cxd4 11.exd4 Cb6 12.Ab3 Ad7 13.Ce5 Ac6 14.Ac2 Cbd5 15.Ab1 Cb4 16.Te1 g6 17.Ah6 Te8 18.Ta3 Dd6 19.Ce2 Tad8 20.Th3 Dd5 21.Cf3 Da5 22.Cc3 Cbd5 23.Ce5 Cxc3 24.bxc3 Axa4 25.De2 Ad7 26.Ag5 Cd5 27.Cxf7 Axg5 28.Txh7 Cf6 29.Axg6 Cxh7 30.Dh5 Dxc3 31.Dxh7+ Rf8 32.Tf1 Dxd4 33.Ce5 Df4 34.Cxd7+ Txd7 35.Dh8+ Re7 36.Dxe8+ Rf6 37.Dxd7 Rxg6 38.Dxe6+ Af6 39.De8+ Rh6 40.g3 Db4 41.Te1 a5 42.Te6 Db2 43.Df7 Rg5 44.h4+ Rg4 45.Dg6+ Rh3 46.Df5# 1-0
Otra brillante victoria, contra el Gran Maestro Larry Christiansen:
Browne-Christiansen, Campeonato de ajedrez de Estados Unidos (1977): 1.d4 e6 2.c4 b6 3.d5 Aa6 4.e4 exd5 5.exd5 Cf6 6.Cc3 Ab4 7.De2+ Ae7 8.Dc2 c6 9.Ad3 b5 10.cxb5 cxb5 11.Cge2 b4 12.Ce4 Cxd5 13.O-O O-O 14.Td1 Da5 15.C2g3 g6 16.Ah6 Te8 17.Dd2 Cf6 18.Df4 Db6 19.Axa6 Cxa6 20.Td6 Axd6 21.Cxf6+ Rh8 22.Ag7+ Rxg7 23.Cgh5+ gxh5 24.Dg5+ Rh8 25.Dh6 Axh2+ 26.Rh1 Dxf6 27.Dxf6+ Rg8 28.Dg5+ Rh8 29.Df6+ Rg8 30.Dg5+ Rh8 31.Rxh2 Te6 32.Td1 Tg8 33.Df4 Teg6 34.g3 f6 35.Txd7 Cc5 36.Td6 h4 37.Dxh4 a5 38.Dd4 1-0

## Fallecimiento
Browne se quedó en la casa de un amigo de toda la vida en Las Vegas, y se dice que murió mientras dormía el 24 de junio de 2015. Tenía 66 años.